# Diopsis fumipennis
Diopsis fumipennis är en tvåvingeart som beskrevs av John Obadiah Westwood 1837. Diopsis fumipennis ingår i släktet Diopsis och familjen Diopsidae. Inga underarter finns listade i Catalogue of Life.